# ضریب تراکم‌پذیری همدما
ضریب تراکم‌پذیری همدما(به انگلیسی: Compressibility) اثر تغییر فشار بر حجم یک سیستم هیدرواستاتیکی است. هنگامی که دما ثابت نگه داشته شود، این کمیّت با نماد {\displaystyle \kappa } نشان داده می‌شود و به صورت زیر تعریف می‌شود (در دمای ثابت):
{\displaystyle \kappa ={\frac {-1}{V}}\ {\frac {\partial V\ }{\partial P\ }}}
یکای ضریب تراکم‌پذیری عکسِ فشار است و می‌توان آن را بر حسب یکاهای یک بر پاسکالP/۱ یا یک بر بار bar/۱ اندازه گرفت. مقدارِ κ برای موادّ جامد و مایع خیلی کم با دما و فشار تغییر می‌کند، به گونه‌ای که اغلب می‌توان آن را ثابت در نظر گرفت.
از طریق قوانین ترمودینامیک اثبات می‌شود که κ باید همیشه مثبت باشد.

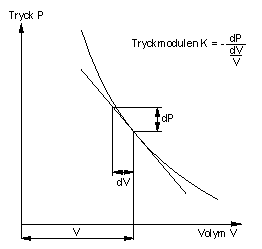
تراکم پذیری بیانگر میزان تغییر فشار در طول یک تغییر کوچک در حجم است.